# Nederland Bekent Kleur
Nederland Bekent Kleur is een, in 1993 opgerichte, Nederlandse stichting die zich ten doel stelt iedere vorm van racisme, vreemdelingenhaat, islamofobie, antisemitisme en andere vormen van discriminatie te bestrijden en de multiculturele samenleving te bevorderen. Nederland Bekent Kleur was ook de naam van een demonstratie die in 1991 en 1992 georganiseerd werd door het Comité 21 Maart.

## Ontstaan
Nederland Bekent Kleur ontstond in een periode van toenemend extreemrechts geweld in vooral Duitsland, maar ook in Nederland.

In 1992 organiseerde het Comité 21 Maart ter gelegenheid van de Internationale Dag tegen Racisme een demonstratie "tegen racisme". Deze vond, onder de naam "Nederland Bekent Kleur" plaats op het Museumplein in Amsterdam. Er namen zo'n 300 à 500 organisaties deel aan de demonstratie. De opkomst werd geschat tussen de 50.000 (volgens de politie) en 80.000-100.000 (volgens de organisatie) deelnemers. Onder hen waren bekende Nederlanders zoals Karin Adelmund (toenmalig vicevoorzitter FNV), Ruud Lubbers (toenmalig minister-president) en Frits Bolkestein (toenmalig VVD-fractievoorzitter). Na de tweede demonstratie in 1993 werd een gelijknamige stichting opgericht door onder meer Abdou Menebhi en toenmalig studentenleider René Danen.
De stichting Nederland Bekent Kleur organiseerde daarna jaarlijks een demonstratie rond 21 maart. Deze demonstraties vonden onder meer plaats in Amsterdam-Zuidoost en Den Haag. Vanaf 1996 werd jaarlijks rond die dag de "Beurs van Kleurrijk Nederland" in de Beurs van Berlage georganiseerd.

## Activiteiten

### Kristallnachtherdenking
Tussen 1993 en 2001 organiseerde Nederland Bekent Kleur jaarlijks een herdenking van de Kristallnacht in Nederland. In 2003 begon het Centraal Joods Overleg met een vijfjaarlijkse herdenking van de Kristallnacht, onafhankelijk van Nederland Bekent Kleur. In 2008 organiseerden NBK en het CJO ieder een afzonderlijke herdenking.
In 2000 zorgde Abdou Menebhi, voorzitter van de Stedelijke Marokkaanse Raad Amsterdam, tijdens de Kristallnachtherdenking voor opschudding door, tegen de afspraken in, Israël in de herdenking te betrekken. Jacques Grishaver, voorzitter van het Nederlands Auschwitz Comité, besloot hierop Menebhi’s toespraak te onderbreken en haalde hem van het podium. Nederland Bekent Kleur zag in de toespraak van Menebhi een eerlijke en oprechte poging de dialoog aan te gaan met de joodse gemeenschap en riep de betrokken partijen op rond de tafel te gaan zitten en de dialoog aan te gaan.
Van 2002 tot en met 2007 organiseerde Nederland Bekent Kleur geen herdenking van de Kristallnacht. In 2008 is Nederland Bekent Kleur echter opnieuw begonnen met een jaarlijkse Kristallnachtherdenking. De nadruk kwam nu nog meer te liggen op verbanden tussen het verleden en het heden. In 2008 werd gesproken door politicus en voormalig burgemeester Ed van Thijn, politicus Mohammed Rabbae en NBK-voorzitter René Danen. De bijeenkomst werd bijgewoond door ca. 100 mensen. In speeches werd een lijn getrokken tussen de Kristallnacht en (vermeende) discriminatie van nu, zoals (vermeend) antisemitisme door sommige Marokkaanse jongeren en de (vermeende) stigmatisering van moslims in Nederland.
Op de herdenking in 2009 spraken naast rabbijn Awraham Soetendorp en imam Yassin El Forkani ook de Amsterdamse wethouder Freek Ossel (PvdA) en Eduard Nazarski, de directeur van Amnesty International. In 2010 droeg acteur en toneelschrijver Tjeerd Bischoff een gedicht voor, en de Joodse verzetsstrijdster Mirjam Ohringer sprak over haar familie die vlak voor de Kristallnacht in 1938 gedeporteerd werd vanuit Duitsland naar Polen.

### Afgelaste demonstratie tegen Fortuyn

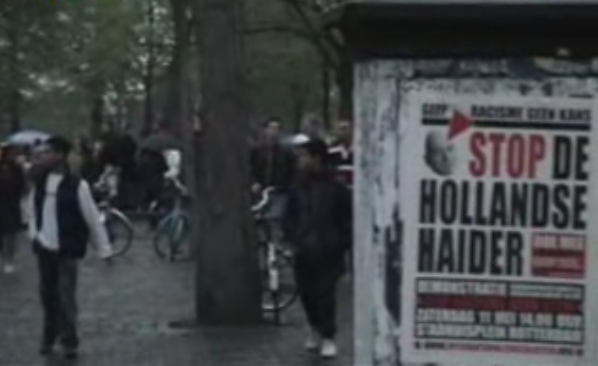
Anti-Fortuynposter waarin opgeroepen werd tot de (na de moord op Fortuyn afgelaste) demonstratie georganiseerd door Nederland Bekent Kleur en de Internationale Socialisten (2002)

In de aanloop naar de Tweede Kamerverkiezingen 2002 (15 mei) bereidde Nederland Bekent Kleur in samenwerking met de Internationale Socialisten een "landelijke demonstratie tegen racisme" voor die op 11 mei 2002 in Rotterdam zou plaatsvinden met als thema Geef racisme geen stem!. Blijkens de aankondiging was de demonstratie gericht tegen de opkomst van Pim Fortuyn en tegen het volgens NBK falende overheidsbeleid dat hiervan de oorzaak zou zijn. Een door hen vervaardigde aankondiging voor deze demonstratie bevatte het portret van Pim Fortuyn en de leuzen "Geef racisme geen kans" en "Stop de Hollandse Haider". Ongeveer 50 organisaties ondertekenden het actiepamflet van deze demonstratie waaronder de SP, GroenLinks, Oxfam Novib (toen nog Novib geheten), de Nationale Commissie voor Internationale Samenwerking en Duurzame Ontwikkeling, het Nederlands Palestina Komitee en delen van de FNV. De PvdA en het CDA zouden oorspronkelijk ook participeren, maar haakten om verscheidene redenen af, de PvdA had wel toegezegd aan de demonstratie mee te betalen. Na de moord op Pim Fortuyn op 6 mei werd de demonstratie afgelast omdat "onder de gegeven omstandigheden demonstreren verkeerd zou kunnen worden opgevat bij een deel van de bevolking".

### Demonstratie 22 maart 2008

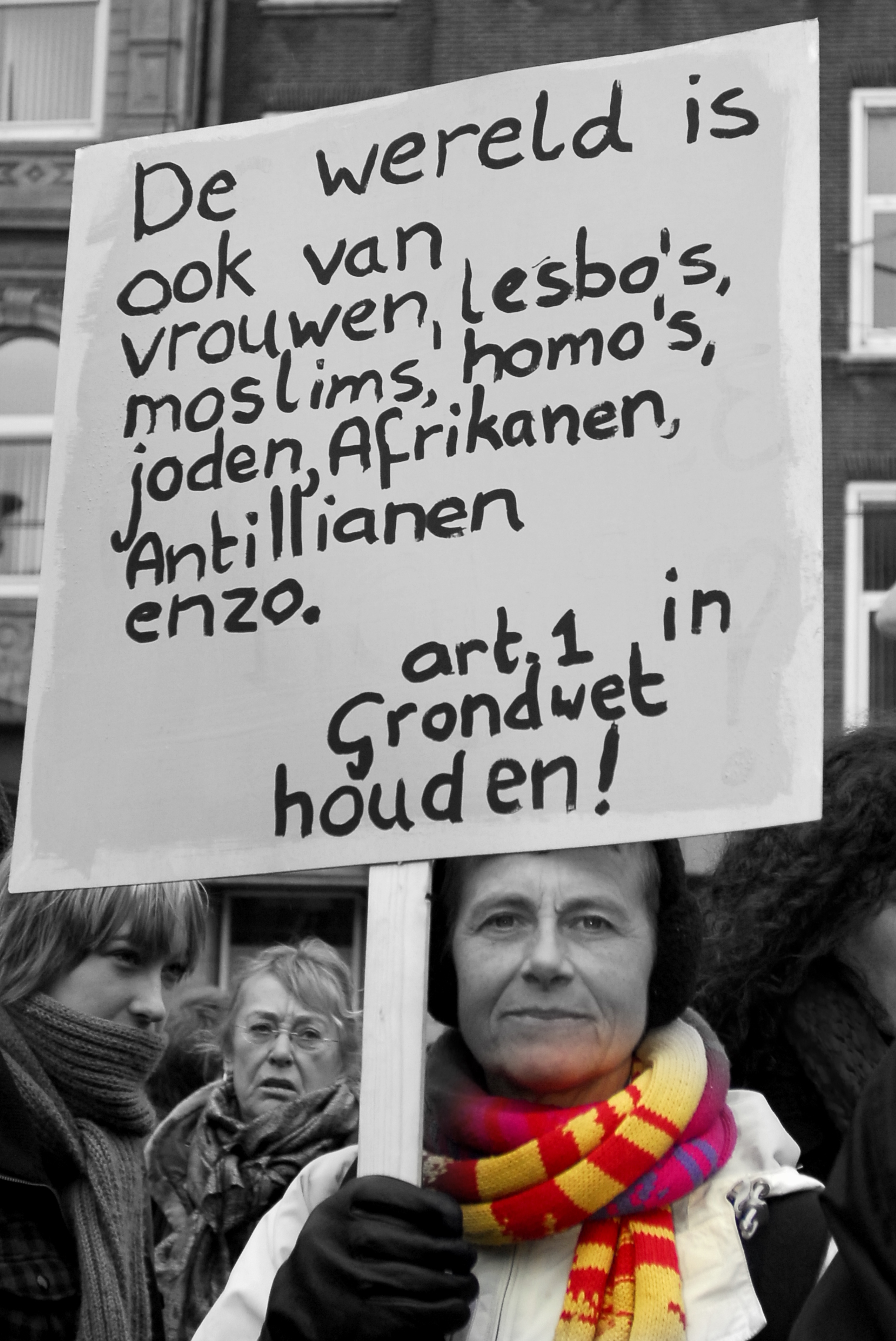
Nederland Bekent Kleur 2008, de Dam

Op 22 maart 2008 werd er op initiatief van Nederland Bekent Kleur op de Amsterdamse Dam een manifestatie "tegen racisme en voor solidariteit" gehouden in het kader van de VN-dag tegen racisme, die zich onder meer richtte tegen de "discriminerende standpunten" van de PVV. Volgens de voorzitter van Nederland Bekent Kleur was de demonstratie niet alleen tegen Geert Wilders gericht, maar ook tegen intolerantie en racisme in Nederland in het algemeen. Oud-ministers Hans Dijkstal (VVD) en Hedy d'Ancona (PvdA) behoorden tot de sprekers op de Dam, evenals voormalig Kamerlid Mohammed Rabbae (GroenLinks). Frank Boeijen trad op. Ruim vijftig bekende Nederlanders, onder wie Youp van 't Hek, Ed van Thijn, Ed Nijpels, Foppe de Haan en rabbijn Abraham Soetendorp zaten in het comité van aanbeveling. De bijeenkomst werd bezocht door 1300 (schatting van de politie) tot 5000 (schatting organisatie) betogers.
Nederland Bekent Kleur wilde een petitie aan de Tweede Kamerfracties aanbieden waarin de politiek opgeroepen werd zich harder tegen Wilders en zijn PVV uit te spreken. De fracties weigerden de petitie in ontvangst te nemen omdat het onfatsoenlijk zou zijn om een collega-Kamerlid tijdens een massale openbare bijeenkomst af te vallen. Ook aan de demonstratie werd door de leden van de Tweede Kamer niet deelgenomen. Khadija Arib (PvdA) gaf als uitleg: "Nederland Bekent Kleur is tegen polariseren, maar doet dat nu zelf ook. Het heeft allemaal iets ophitserigs." Wilders zei verheugd te zijn over de tegenvallende opkomst.

### Acties tegen Wilders en de PVV
Op 21 maart 2007 organiseerde "Nederland Bekent Kleur" in samenwerking met de Internationale Socialisten en Samen tegen Racisme een debat op de Universiteit van Amsterdam met de titel Wat is het antwoord op Geert Wilders. De Partij voor de Vrijheid stelde Kamervragen over dit debat waarin werd gesteld dat "de Universiteit van Amsterdam geen onderdak zou moeten bieden aan een stigmatiserende en demoniserende bijeenkomst". De bijeenkomst, waar onder meer Ed van Thijn en Mohammed Rabbae op het programma stonden als sprekers trok enkele honderden deelnemers. Op 22 maart 2007 volgde een betoging op de Dam in Amsterdam.
Op 2 december 2007 verklaarde René Danen van Nederland Bekent Kleur dat zijn organisatie de oproep van oud CNV-voorman Doekle Terpstra om de 'verWildering' van Nederland tegen te gaan zou steunen. Met die term werden de volgens Terpstra intolerante standpunten van Geert Wilders en zijn Partij voor de Vrijheid (PVV) bedoeld.

### Aangifte tegen Wilders
Nederland Bekent Kleur deed in het voorjaar van 2008 aangifte tegen 78 uitspraken van Geert Wilders, het Openbaar Ministerie nam de aanklacht in juli 2008 in behandeling.
Op 21 januari 2009 besliste het Gerechtshof te Amsterdam dat Wilders strafrechtelijk diende te worden vervolgd wegens discriminatie. Dit was de uitkomst van de artikel 12 Sv-procedure, die was ingesteld tegen het eerder besluit van het Openbaar Ministerie de PVV-leider niet te vervolgen. Nederland Bekent Kleur en enkele andere aangevers spanden de artikel 12 Sv-procedure aan die zou leiden tot het besluit van het hof. Het proces tegen Wilders bij de Rechtbank Amsterdam begon in januari 2010. Op 23 juni 2011 eindigde het met vrijspraak. Ook het Openbaar Ministerie had tot vrijspraak geconcludeerd.

### Overige
Nederland Bekent Kleur was ook actief rond de landelijke verkiezingen van 1994. Met het motto "Kies Kleurig" werd geprotesteerd tegen deelname aan de verkiezingen van onder andere de Centrumdemocraten. Onder anderen Gerda Havertong verleende hieraan haar medewerking.
De stichting Nederland Bekent Kleur maakte ook een Nederlandse versie van het Europees Paspoort tegen Racisme dat eerder door het Franse France Libertés was ontwikkeld. Op 7 december 1994 ontvingen Danielle Mitterrand, de echtgenote van de toenmalige Franse president François Mitterrand, en toenmalig vicepremier Wim Kok respectievelijk het eerste en tweede exemplaar van deze pas.
Vanaf 1998 richtte Nederland Bekent Kleur zich vooral op scholieren en organiseerde ze acties voor witte illegalen. Ook pleitte Nederland Bekent Kleur voor een generaal pardon voor de groep van 26.000 uitgeprocedeerde asielzoekers. In 2005 organiseerde Nederland Bekent Kleur de actie 'Vluchtalarm' die samenviel met het luchtalarm op de eerste maandag van de maand.

## Kritiek
Een deel van de Joodse gemeenschap heeft kritiek op de jaarlijkse Kristallnachtherdenking. In 2010 protesteerde het Centraal Joods Overleg (CJO) tegen de herdenking door NBK, omdat volgens hen de bijeenkomst "in hoge mate gepolitiseerd" was. Het CJO deelde ook mee dat het met ingang van 2011 elk jaar een eigen Kristallnachtherdenking zou organiseren, om te voorkomen "dat de Jodenvervolging door organisaties en personen misbruikt wordt voor hun eigen politieke agenda".